# El Madher
El Madher (în arabă المعذر) este o comună din provincia Batna, Algeria.
Populația comunei este de 18.502 locuitori (2008).